# Chaltmaagijn Battulga
Chaltmaagijn Battulga, Khaltmaa Battulga (mong. Халтмаагийн Баттулга; ur. 3 marca 1963) – mongolski sportowiec i polityk, od 10 lipca 2017 do 25 czerwca 2021 prezydent Mongolii.

## Życiorys
Urodził się w 1963 roku. Trenował m.in. sambo i był reprezentantem kraju w tej dyscyplinie. W 1983 r. został mistrzem świata sambo w kat. 52 kg na mistrzostwach w Kijowie. Zdobył też wicemistrzostwo świata w sambo w 1986 r. w Saint-Jean-de-Luz w kategorii 52 kg oraz w 1990 w Moskwie w kategorii 57 kg. Swoją karierę polityczną związał z Partią Demokratyczną. 10 lipca 2017 objął urząd prezydenta Mongolii, zastępując na stanowisku Cachiagijna Elbegdordża, również polityka Partii Demokratycznej.